# Phraates III Theos
Phraates III (Perzisch: Farhad) of Phraates Theos (van het Griekse θεός 'god') was koning van de Parthen van ca. 70 v.Chr. tot 57 v.Chr..
Toen zijn vader Sinatrukes ergens tussen 70 en 68 overleed, volgde Phraates III hem op. Dit was tijdens de Derde Mithridatische Oorlog, waarbij aanvankelijk de Romeinse generaal Lucullus, in 67 v.Chr. opgevolgd door Pompeius, ten strijde trok tegen Mithridates VI van Pontus en Tigranes II van Armenië. Vanwege een conflict met Tigranes had Sinatrukes steunverzoeken van de Pontische koning afgewezen.
Toen Phraates zijn vader opvolgde, probeerden Mithridates VI en Tigranes vrede met hem te sluiten en zijn steun te krijgen voor hun strijd tegen de Romeinen. Pompeius was hen echter voor en sloot een vredesverdrag met Phraates.
In 66 v.Chr. bracht Pompeius Mithridates VI een definitieve nederlaag toe, waarbij Mithridates ternauwernood wist te ontvluchten. Kort daarop kwam in Armenië de zoon van Tigranes II, die eveneens de naam Tigranes droeg, tegen zijn inmiddels 75 jaar oude vader in opstand. Phraates steunde de opstand en korte tijd later gaf ook Pompeius zijn steun. De oude Tigranes zag geen andere mogelijkheid dan zich over te geven. Toen hij zich echter diep voor Pompeius vernederde, kreeg deze medelijden. Tegen betaling van 6000 talenten zilver gaf hij de oudere Tigranes zijn koninkrijk terug. De jongere Tigranes, die het niet met Pompeius' ommekeer eens was, nam hij als gevangene mee naar Rome. Om in Rome zijn overwinning nog grootser te maken, gaf hij de gevangengenomen jongere Tigranes de titel 'koning der koningen', en verbood hij Phraates - die deze oude Perzische titel reeds voor zichzelf had geclaimd - de titel nog langer te gebruiken. Ook nam hij de regio Gordyene (later Armenia Inferior genoemd) van Parthië af en voegde dit toe aan Armenië.
Phraates accepteerde Pompeius' maatregelen niet en trok in 64 v.Chr. ten strijde tegen de oudere Tigranes van Armenië, daarbij gesteund door een andere zoon van de oudere Tigranes, die gehuwd was met Phraates' dochter. De oudere Tigranes riep echter de hulp van Pompeius in, waardoor ook Phraates zich genoodzaakt zag een delegatie naar Pompeius te sturen. Pompeius wilde zich echter niet in de strijd mengen en beval beide partijen de wapens neer te leggen en vrede te sluiten. Beide partijen legden zich hierbij neer.
In 57 v.Chr. werd Phraates vermoord door zijn eigen zoons Orodes II en Mithridates III, die vervolgens met elkaar slaags raakten om de Parthische troon.
Mogelijk wordt Phraates op een slechts gedeeltelijk bewaard gebleven ostrakon, gevonden te Nisa, genoemd als nakomeling van Priapitius, maar deze lezing is niet zeker.